# کلارنس مکس فاولر
 کلارنس مکس فاولر (انگلیسی: Clarence Max Fowler؛ زاده ۲۶ نوامبر ۱۹۱۸ درگذشته ۲۷ فوریهٔ ۲۰۰۶) یک دانشمند اهل ایالات متحده آمریکا بود.